# Evelyn Furquim Werneck Lima
Evelyn Furquin Werneck Lima (Rio de Janeiro, 2 de julho de 1946) é uma arquiteta e historiadora brasileira, estudiosa da arquitetura teatral no Brasil e no mundo e da preservação do patrimônio cultural da cidade do Rio de Janeiro.

## Sites
Site Pessoal: https://evelynfurquimwernecklima.wordpress.com/
Site Profissional: http://www.unirio.br/espacoteatral

## Biografia
Evelyn Furquim Werneck Lima atuou durante quinze anos como arquiteta e Superintendente de Projetos e Obras (1967 e 1982), tendo posteriormente se dedicado à carreira acadêmica ao mesmo tempo em que ocupou cargos de direção e assessoramento na Prefeitura Municipal do Rio de Janeiro, destacando-se nos processos de preservação e conservação do patrimônio quando foi Diretora Geral do Patrimônio Cultural e Assessora técnica do Conselho Municipal de Política Urbana. Nesse período, foi responsável por projetos de reestruturação urbana, projetos de incentivo a conservação do patrimônio e preservação da áreas da Cruz Vermelha e adjacências, e pela supervisão de muitas áreas de proteção do ambiente cultural, de projetos para a promoção do patrimônio edificado e da análise da legislação urbanística da cidade.
Foi Coordenadora da Pós Gradução em Arquitetura e Urbanismo do Instituto Metodista Bennett, onde coordenou o Laboratório de Pesquisas Urbano-Arquitetônicas e recebeu apoio como Cientista de Nosso Estado para desenvolver um projeto para a área Portuária do Rio de Janeiro com predominância de atividades habitacionais e culturais (2000-2002). É pesquisadora do Conselho Nacional de Desenvolvimento Científico e Tecnológico, CNPq desde 2004. Desde 2004, é membro titular do Conselho de Patrimônio Conselho Municipal de Proteção do Patrimônio Cultural, CMPC, Brasil.
Atualmente é Professora Titular do CLA e do Programa de Pós Graduação em Artes Cênicas aonde orienta teses de mestrado e doutorado na Universidade Federal do Estado do Rio de Janeiro, UNIRIO, Brasil. Coordena desde 1994, o Laboratório de Estudos do Espaço Teatral e Memória Urbana. 

## Prêmios
- 2014 – Homenagem pelos anos de trabalho dedicados à Ciência no Estado do Rio de Janeiro,
- 2010 - Medalha 30 anos FAPERJ como Cientista do Nosso Estado, FAPERJ-Fundação Carlos Chagas de Amparo à Pesquisa.
- 2010 - 1o lugar em Ciências Sociais Aplicadas na Seleção 2011 Estágio Sênior no Exterior, CAPES.
- 2010 - Bolsa CNPq Estágio Sênior no Exterior janeiro a março 2011, CNPq.
- 2009 - Cientista do Nosso Estado, FAPERJ- Fundação Carlos Chagas de Amparo à Pesquisa do Estado do Rio de Janeiro.
- 2008 - Membro Titular do Júri do Concurso Anual do IAB/RJ, Instituto dos Arquitetos do Brasil - 2007 - Bolsista de Produtividade do CNPq- nível 1, Conselho Nacional de Desenvolvimento Tecnológico - CNPq.
- 2005 - Prêmio Carioca de Pesquisa concedido à tese de Ricardo Cardoso,orientação E.F.W.Lima
- 2003 - Estágio Pós-Doutoral, CAPES- Coordenação de Pessoal de Nível Superior.
- 2003 - Prêmio Antônio Pedro de Alcântara de Patrimônio Cultural, Câmara Municipal de Vereadores da Cidade do Rio de Janeiro.
- 2000 - Prêmio Anual Instituto dos Arquitetos do Brasil - 2000.
- 2000 - Cientista do Nosso Estado, FAPERJ/Fundação Carlos Chagas de Amparo à Pesquisa no Estado do Rio de Janeiro.
- 1999 - Bolsa Séjour Culture, Ministério da Cultura da França.
- 1995 - Diploma de Relevantes Serviços Prestados ao CREA-RJ.
- 1992 - Título de Membro Honorário do Núcleo de Pesquisas Históricas de Santa Cruz
- 1990 - Membro Titular do Conselho Deliberativo do Instituto dos Arquitetos do Brasil, RJ.
- 1989 - Prêmio Olga Verjovski, Instituto de Arquitetos do Brasil

## Livros publicados
- Entre Arquiteturas e Cenografias. A arquiteta Lina Bo Bardi e o teatro. Rio de Janeiro: Contracapa/FAPERJ, 2012,(com Monteiro)
- Arquitetura, Teatro e Cultura: revisitando espaços, cidades e dramaturgos do século XVII.. 1. ed. Rio de Janeiro: Contracapa/FAPERJ, 2012.
- Arquitetura e Teatro. O edificio teatral de Andrea Palladio a Christian de Portzamparc. 1a. ed. Rio de Janeiro: Contracapa / Faperj, 2010, (com Cardoso).
- Das vanguardas à tradição: arquitetura, teatro, e espaço urbano. 1a. ed. Rio de Janeiro: 7 Letras, 2006.
- Arquitetura do espetáculo. Teatros e cinemas na formação da Praça Tiradentes e da Cinelândia. 1a. ed. Rio de Janeiro: Editora UFRJ, 2000, 392p, (Prêmio IAB 2000)
- Avenida Presidente Vargas: uma drástica cirurgia. 2a. ed. Rio de Janeiro: SMC/DGDI - Coleção Biblioteca Carioca- série científica, 1990 e 1995. (Prêmio Olga Verjovski)
- Livros organizados/publicados
- Cena, Dramaturgia e Arquitetura. Instalações, encenações e espaços sociais. Rio de Janeiro: 7 Letras, 2014. (com Paranhos e Collaço)
- Second International Conference on Architecture, Theatre and Culture- Book of Abstracts- bilíngue. Rio de Janeiro: Unirio/Faperj, 2012(com Drago e Reis)
- First International Conference on Architecture, Theatre and Culture. Annals. Rio de Janeiro: Unirio/Proex, 2010,(com Guilarduci e Drago).
- Estudos Teatrais. Florianópolis: Editora da UDESC, 2009,(com Carreira)
- Espaço e Teatro. Do edifício teatral à cidade como palco. 1a. ed. Rio de Janeiro: Editora 7 Letras, 2008.
- Espaço e Cidade: conceitos e leituras -2a ed. revisada. Rio de Janeiro: 7 Letras, 2007,(com Maleque)
- Cultura, Patrimônio e Habitação: possibilidades e modelos. 2. ed. Rio de Janeiro: 7 Letras, 2004 (com Maleque)
- O Percevejo-Revista de teatro, crítica e estética. 1. ed. Rio de Janeiro: Universidade Federal do Estado do Rio de Janeiro, 2002, volume 10.
- O Edifício Teatral através da crônica- Cadernos de Pesquisa em Teatro. Rio de Janeiro: Unirio/ Escola de Teatro, 1999. v. 5. 104p.
- Rio de Janeiro: uma cidade no tempo/Rio de Janeiro/a city through time/ Rio de Janeiro a ville au cours du temps. 1a. ed. Rio de Janeiro: SMC/DGPC, 1992. (com Carvalho e Ventura)

## Capítulos de livros publicados
- “Uma arquitetura criativa para o espetáculo teatral: dos corrales espanhóis aos pátios de comédia portugueses (1600-1700)”. In: Paranhos; Lima; Collaço. (Org.). Cena, dramaturgia e arquitetura. 1ed.Rio de Janeiro: 7 Letras, 2014, p. 125-148.
- “Representações da cidade na cena e nas políticas públicas”. In: Carlos Fortuna, Lucia Bogus, Maria Amelia Jundurian, José Simões. (Org.). Cidade e espetáculo. A cena teatral luso-brasileira contemporânea. 1ed.São Paulo: Editora PUC-SP, 2013, p. 43-62.
- “Arquitetura e política. Lina Bo Bardi e os espaços teatrais”. In: K.R. Paranhos. (Org.). História, Teatro e Política. 1ed.São Paulo: Editora Boitempo, 2012, p. 111-134.
- “Aspectos da história de um espaço urbano de entretenimento: o sul de Londres nos séculos XVI e XVII. Diluindo fronteiras na conformação da cidade”. In: J.F.B. Freitas e E. M. S. Mendonça. (Org.). A construção da cidade e do urbanismo: ideias têm lugar?. 1ed.Vitoria: EDUFES, 2012, p. 203-222.
- “Princípios arquiteturais aplicados aos edifícios teatrais em Londres, Paris e Madri no final do século XVI e ao longo do século XVII”. In: E.F.W. Lima. (Org.). Arquitetura, Teatro e Cultura: revisitando espaços, cidades e dramaturgos do século XVII.. 1ed.Rio de Janeiro: Contracapa/FAPERJ, 2012, v. 1, p. 63-84.
- “Exemplares da arquitetura carioca inspirados no Art-Déco”. In: W. Farjado. (Org.). Evocando memórias..Rio de Janeiro: Ediouro Publicações, 2012, p. 15-30.
- “Regeneração urbana contemporânea. Entre o espetáculo e as necessidades socioantropológicas”. In: A. L. P. BORDE (Org.). Vazios Urbanos: percursos contemporâneo.Rio de Janeiro: Rio Books/UFRJ, 2012, p. 33-45.
- “Edifícios teatrais e a ocupação territorial do distrito de Southwark na Londres do século XVII”. Arquitetura Teatro e Cultura. 1ed.Rio de Janeiro: Contracapa, 2012, v. 1, p. 25-40.
- “Between the Modern and the Contemporary. Sets by Lina Bo Bardi”. In: F. Viana. (Org.). School's Diary: Scenography. 1ed.Rio de Janeiro: FUNARTE_ Fundação Nacional de Arte, 2011, v. 1, p. 203-2010.
- “Um espaço cultural com mais de dois séculos: o Teatro Municipal de Ouro Preto e seu último projeto de conservação”. In: L.M. Gazzaneo. (Org.). Espaços culturais e turísticos em países lusófonos: Arquitetura, patrimônio e turismo. Rio de Janeiro: UFRJ_ Coleção PROARQ, 2011, v. 1, p. 195-212.
- Em busca da história da cena aplicando o método ícono-semiológico. Cenários de Santa Rosa em Senhora dos Afogados.. In: A. Carreira e E. Lima. (Org.). Estudos teatrais. GT História das Artes do Espetáculo. 1ed.Florianópolis: Editora da UDESC, 2009, v. 1, p. 69-92. (om Drago)
- “Espaços teatrais de Lina Bo Bardi. Entre o Teatro Oficina e o Teatro SESC fábrica da Pompéia”. In: E.F.W.Lima. (Org.). Espaço e cidade. Do edifício teatral à cidade como palco. 1aed.Rio de Janeiro: 7 Letras, 2008, p. 12-29.
- “Políticas de desenvolvimento e patrimônio cultural”. In: Lima e Maleque. (Org.). Espaço e Cidade: conceitos e leituras- 2a ed.Rio de Janeiro: 7 Letras, 2007, v. 1, p. 11-24.
- “Arquitetura cenográfica e o fenômeno do city marketing”. In: A. C. M. dos Santos; C. Guimarães; C. Kessel. (Org.). Cidades e Museus.Rio de Janeiro: Editora do Museu Histórico Nacional, 2004, v. -, p. 135-148.
- “Habitação e reabilitação urbana: arquitetura e antropologia”. In: Lima e Maleque. (Org.). Cultura, Patrimônio e Habitação: possibilidades e modelos. 2ed.Rio de Janeiro: 7 Letras, 2004, v. 1, p. 11-24.
- “A Praça Tiradentes e a República. Do Apogeu à readequação urbana”. In: L. M. C. Gazzaneo; S. Barros e C. Saraiva. (Org.). A República no Brasil. 1889-2003- Ideários e realizações.R. J.: Papel Virtual/ CAPES, 2003, v. II, p. 54-66.
- “Alinhavando fragmentos de Memória”. In: M. L. Kochenchendler. (Org.). A Linha Amarela: por onde passa e proximidades.Rio de Janeiro: Secretaria Municipal de Urbanismo, 1997, v. 1, p. 10-18.
- “Art Déco na América Latina: o teatro João Caetano”. In: J.Czajkowski. (Org.). Art Déco na America Latina. 1aed.Rio de Janeiro: Solar Grandjean de Montigny/PUC, 1997,p. 159-164.
- “Rio de Janeiro: permanência e mudança”. In: C. Schiavo e J. Zettel. (Org.). Memória, Cidade e Cultura. 1aed.Rio de Janeiro: Editora da Universidade do Estado do Rio de Janeiro, 1997, v. 1, p. 55-60.